# لنادووا
لنادووا (به لاتین: Lenaduwa) یک منطقهٔ مسکونی در سری‌لانکا است که در استان جنوبی (سری‌لانکا) واقع شده‌است.